# Ildar Dadin
Ildar Dadin (14. dubna 1982, Železnodorožnyj, Moskevská oblast, Sovětský svaz – 5. října 2024 Charkovská oblast, Ukrajina) byl ruský obhájce lidských práv a opoziční aktivista. Byl prvním Rusem, který byl uvězněn podle nového zákona za opakované protesty proti Kremlu na 2,5 roku. Organizace Amnesty International ho považovala za vězně svědomí a požadovala jeho propuštění. Na konci února roku 2017 byl na základě rozhodnutí ruského Nejvyššího soudu, rušícího verdikt soudu nižší instance, propuštěn na svobodu.
Od června 2023 se na straně Ukrajiny zapojil do rusko-ukrajinské války.

## Život
Dadin byl 7. prosince 2015 odsouzen ke třem letům vězení za „opakované porušování zákona o veřejných shromážděních“. Stal se tak prvním, kdo byl odsouzen podle nové úpravy trestního zákoníku z července 2014. Podle něj ten, kdo poruší zákon o veřejných shromážděních a je za to trestán víc než dvakrát za 180 dní, může být odsouzen k odnětí svobody. Dne 31. března 2016 byl Dadinův trest po odvolání snížen na 2,5 roku. K listopadu 2016 byl internován v trestanecké kolonii ve městě Segeža na severozápadě Ruska.
V říjnu 2016 si v dopise své manželce Anastasiji Zotovové stěžoval na „surové a systematické týrání“. Uvedl, že byl denně bit, opakovaně kopán asi deseti lidmi, topen v záchodové míse, za ruce spoutané za zády zavěšen od stropu. Užití hrubé síly potvrdil ruský kárný úřad. „Dadin neurvale odmítl opustit svou celu, zaujmout inspekční polohu a začal chytat dozorce za uniformy, v důsledku čehož proti němu bylo užito síly a zvláštních opatření,“ citoval z prohlášení list Novaja gazeta.
V únoru 2017 Nejvyšší soud zrušil rozsudek nad Dadinem a rozhodl, že se žádného kriminálního činu nedopustil. V civilním řízení obvodní soud (Железнодорожный суд Московской области) nařídil Ministerstvu financí Ruské federace vyplatit Dadinovi finanční kompenzaci ve výši 2,2 milionu rublů (ekvivalent 550 tisíc Kč).
V březnu 2022 Dadin odešel do Polska, aby získal potřebné dokumenty pro službu v dobrovolnickém oddílu na Ukrajině. V červnu 2023 se stal příslušníkem dobrovolnické jednotky Prapor Sibiř, která po boku Ukrajinců bojuje za osvobození své země od putinovského režimu. Zvolil si přezdívku „Gándhí“ a uvedl, že by raději bral ruské vojáky do zajetí, než je zabíjel.
Zahynul v Charkovské oblasti v říjnu 2024 ve věku 42 let.